# Ernest Nagelmackers
François Édouard Ernest Nagelmackers, dit Nagelmackers-Pastor, né à Liège le 12 août 1834 et mort à Vaux-sous-Chèvremont le 15 août 1905, est un banquier, industriel et homme politique belge.

## Biographie
Ernest Nagelmackers est le fils du banquier Édouard Nagelmackers, conseiller  provincial et agent de la Société générale de Belgique à Liège, et de Marguerite Lepage, ainsi que le petit-fils de Gérard Nagelmackers et le cousin germain de Georges Nagelmackers. Gendre de Gustave Pastor, directeur-général de la société Cockerill, il est le beau-père de Gustave Trasenster, grand industriel dans l'acier qui a épousé sa fille Adèle Nagelmakers.
Il étudie la chimie et la physique à l'Université de Liège et à l'École polytechnique de Kassel. De 1864 à 1869, il remplit les fonctions de juge de commerce au tribunal de Liège.
Devenu banquier et industriel, il est gérant de la Banque Nagelmackers, directeur des Laminoirs d'Hauster (Vaux-sous-Chèvrement), directeur général de la Compagnie internationale des wagons-lits et des grands express européens, président de la Société métallurgique de Taganrog et des Forges et Tôleries liégeoises, administrateur des Aciéries d'Angleur, de la Manufacture royale des Bougies de la Cour (Cureghem), de la Société anonyme John Cockerill, des Ateliers Albert Nève, Wilde et Cie (Taganrog), de la Compagnie belge des mines d'or australiennes, des Charbonnages de l'Est de Liège, de la Compagnie générale de construction, de la Société du Passage Lekenenier, de la Société Ougrée-Marihaye.
Il décède dans son château de Hauster à Vaux-sous-Chèvremont le 15 août 1905,

## Fonctions et mandats
- Conseiller provincial : 1868-1887
- Membre du Sénat belge : 1892-1900
- Président de la Chambre de commerce de Liège
- Président du Comité de l'Exposition internationale de Liège (1905)
- Président de l'Association pour la promotion des Beaux-Arts de Liège